# Spedizione punitiva

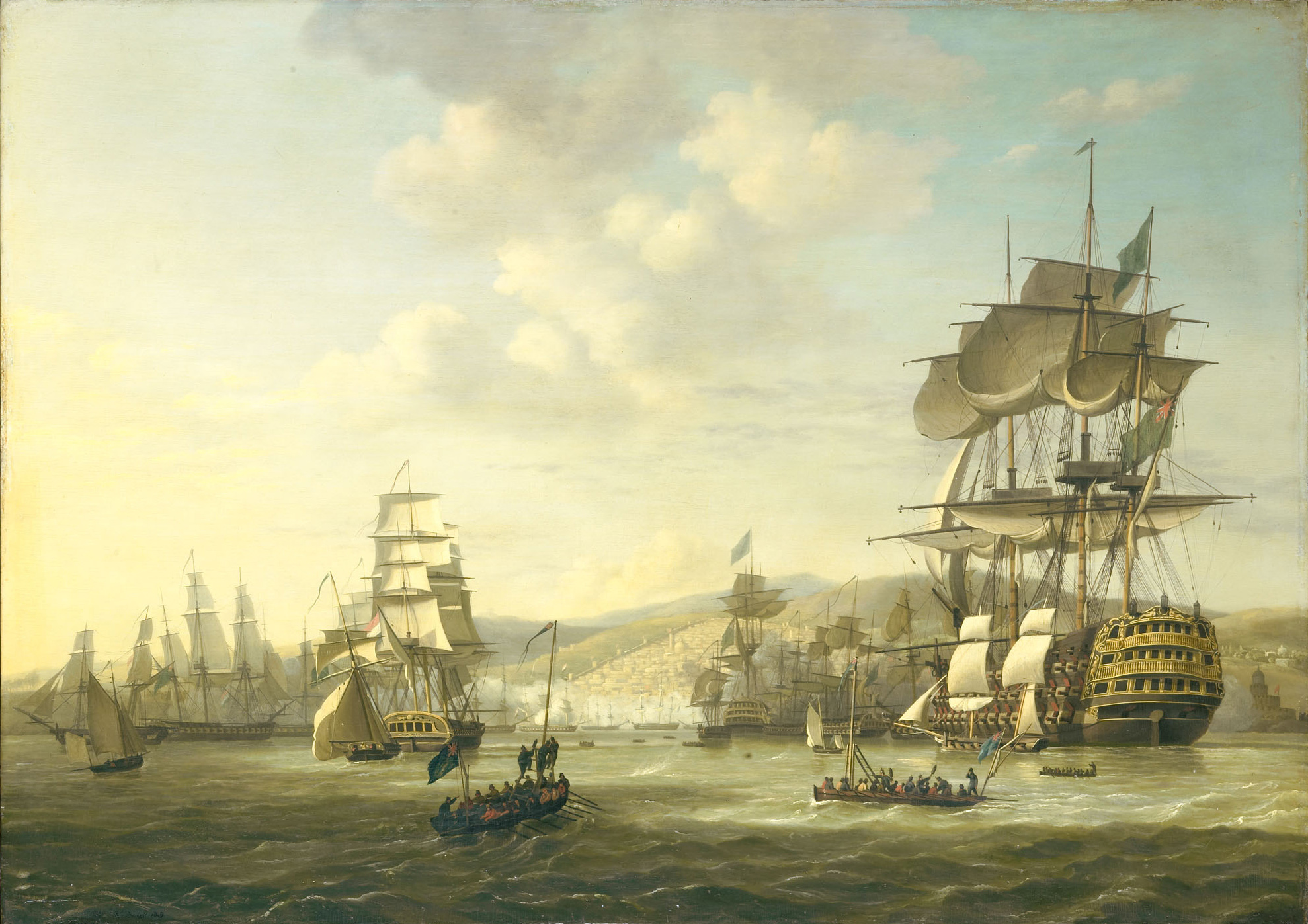
Il bombardamento di Algeri compiuto dalla flotta anglo-olandese nel 1816 a sostegno dell'ultimatum per imporre la liberazione degli schiavi europei.

Una spedizione punitiva è una sortita militare intrapresa per punire uno stato o un gruppo di persone fuori dai confini nazionali dello stato che punisce. Generalmente è motivata da un comportamento che viene percepito come disobbediente o moralmente sbagliato, come vendetta o per esercitare una forte pressione diplomatica senza una formale dichiarazione di guerra. Nel XIX secolo le spedizioni punitive erano usate più spesso come pretesto per avventure coloniali culminanti in annessioni, cambi di regime o cambi di orientamento politico dello stato "punito" in favore di una o più potenze coloniali.
Stowell (1921) propone la seguente definizione:
«Quando il sovrano territoriale è troppo debole o indeciso per imporre il rispetto del diritto internazionale, uno stato che subisce il torto può trovare necessario invadere il territorio e castigare gli individui che violano i suoi diritti e minacciano la sua sicurezza.»

## Esempi storici

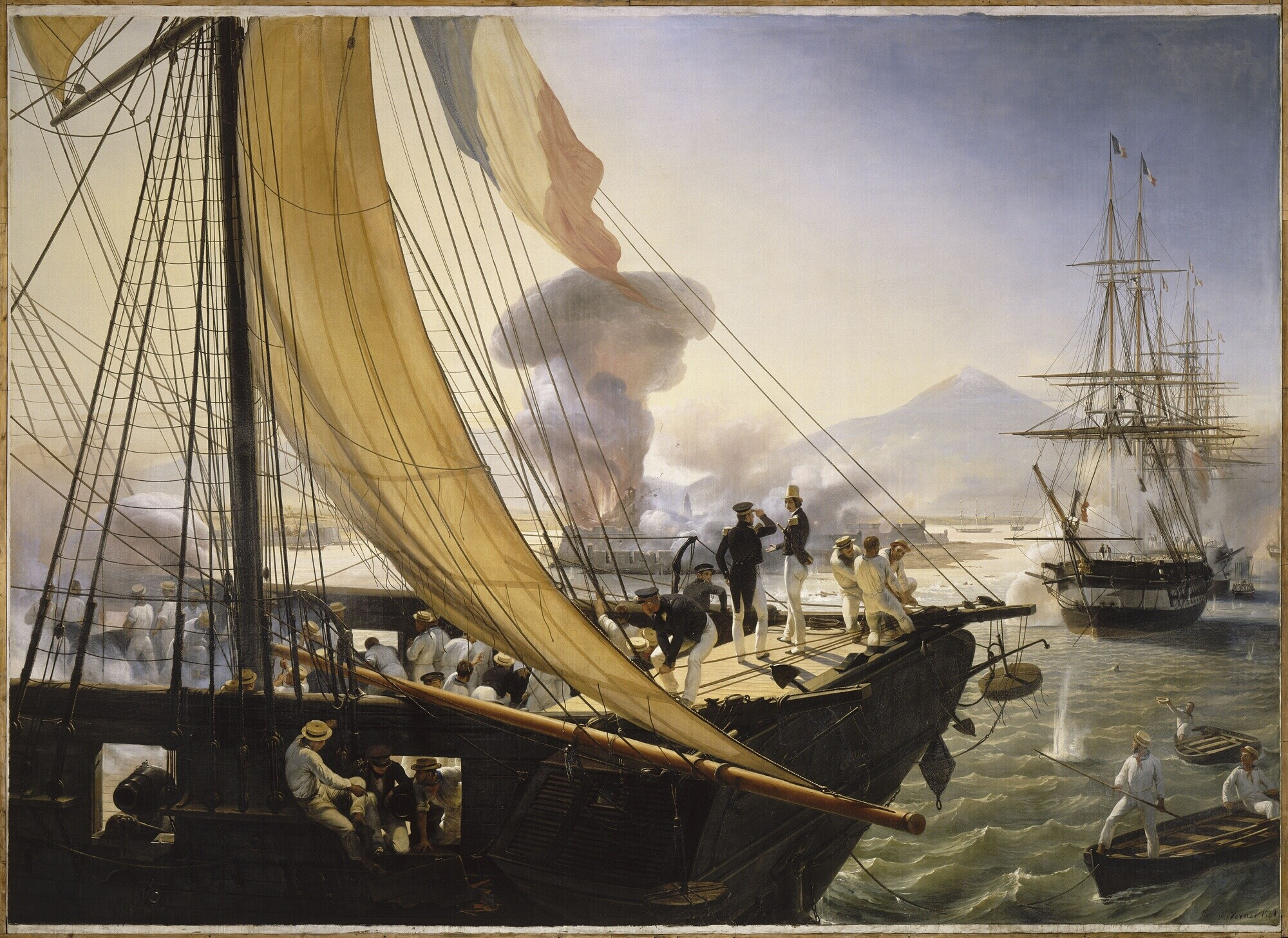
La Marina militare francese attacca San Juan de Ulúa (Messico) durante la Guerra dei pasticcini (1838).

- Nel V secolo a.C. l'impero achemenide lanciò una serie di campagne contro la Grecia per punire certe città-stato greche implicate nella rivolta ionica.
- Nel I secolo d.C. Germanico Giulio Cesare avviò spedizioni punitive contro le tribù germaniche in conseguenza al massacro delle legioni romane avvenuto nella Battaglia di Teutoburgo.
- Nel XIII secolo Gengis Khan lanciava spesso spedizioni punitive, sia come pretesto sia per sopprimere ribellioni al suo dominio. Ne sono esempi l'Invasione mongola della Corasmia e le sue varie campagne contro la Dinastia Xia occidentale.
- Sempre nel XIII secolo Kublai Khan inviò emissari per chiedere tributi al regno singhasari di Giava. Il re singhasari Kertanegara rifiutò e fece tracciare un tatuaggio sul volto di un messaggero cinese, Meng Qi. Kublai Khan mandò una spedizione punitiva che arrivò sulla costa di Giava nel 1293. Jayakatwang, un ribelle di Kediri, per quella data aveva già ucciso Kertanegara. I mongoli si allearono con Raden Wijaya del Majapahit contro Jayakatwang e, una volta distrutto il regno Singhasari, Wijaya si volse contro i mongoli e li costrinse ad una confusa ritirata.
- Nel 1599 il conquistador spagnolo Juan de Oñate ordinò a suo nipote Vicente de Zaldívar di compiere una spedizione punitiva contro gli indigeni keres di Acoma Pueblo. Quando arrivarono gli spagnoli, combatterono per tre giorni con i keres, uccidendone circa 800, tra cui anche donne e bambini.
- Nella Prima guerra anglo-powhatan (1610-14), il gentiluomo inglese Thomas West, III barone De La Warr (1577-1618) fu nominato primo governatore reale della Virginia ed ebbe l'ordine di difendere la sua colonia dai powhatan. Lord de la Warr condusse una campagna punitiva per soggiogare i powhatan, che in precedenza avevano ucciso John Ratcliffe, presidente del consiglio coloniale. La sua tattica contro gli "indiani" si dimostrò efficace e comprendeva attacchi ai villaggi, incendi di abitazioni, devastazioni di campi e raccolti, e saccheggio di provviste.
- Nell'estate del 1614 gli ottomani guidati da Damat Halil Pasha compirono una vittoriosa spedizione punitiva contro Sefer Dā'yl, che aveva suscitato una rivolta a Tripoli.[2]
- Dal 1838 al 1842 navi della United States Exploring Expedition avviarono tre spedizioni punitive contro isolani del Pacifico.

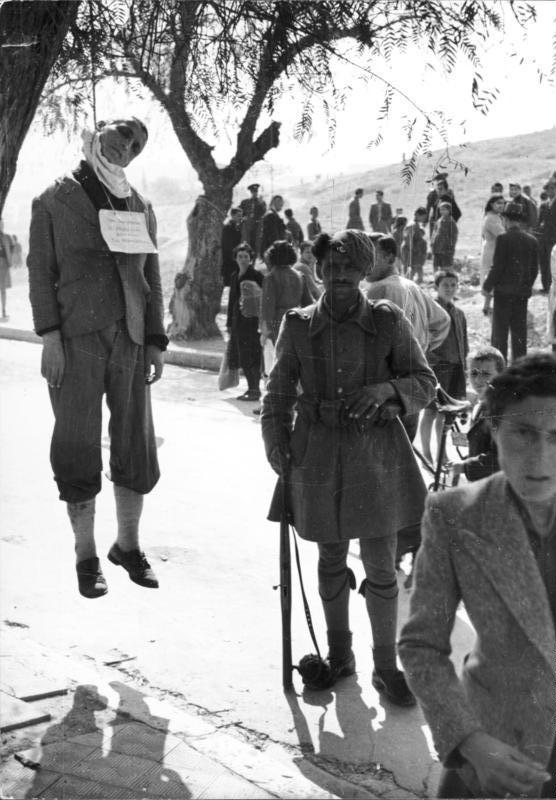
Grecia, 1943. Un membro degli Ellinika Tagmata Asphaleias posa a fianco di un civile impiccato.

- La Prima guerra dell'oppio (1839-42), in rappresaglia per la distruzione di prodotti oppiacei da parte del commissario Lin Zexu, che sfociò nell'apertura di numerosi porti, la cessione di Hong Kong alla Gran Bretagna e il Trattato di Nanchino.
- La Ivory Coast Expedition del 1842 fu guidata da Matthew Perry contro i bereby dell'Africa occidentale dopo che per due volte avevano attaccato navi mercantili statunitensi.
- La battaglia di Kabul del 1842 fu combattuta dai britannici contro gli afgani in seguito alla disastrosa ritirata di Kabul in cui perirono 16 000 persone.
- La Campagna francese contro la Corea del 1866, una reazione alla esecuzione di missionari francesi per mano di coreani.
- La Formosa Expedition del 1867, una spedizione punitiva fallita degli Stati Uniti.
- La spedizione militare degli Stati Uniti in Corea nel 1871, in reazione all'incidente della General Sherman, in cui una nave mercantile USA era stata incendiata nel momento in cui entrava a Pyongyang.
- La spedizione giapponese nel 1874 contro Formosa.[3]
- La Spedizione punitiva del Benin che nel 1897 portò all'annessione del Regno del Benin al Regno Unito. Il New York Times riferì col 13 gennaio 1897 che sarebbe stata formata una "spedizione punitiva" per "punire gli assassini della spedizione a Benin City".[4]
- La Guerra herero (1904-1907) nell'Africa Tedesca del Sud-Ovest, un genocidio addebitabile all'Impero tedesco.
- Durante la prima guerra mondiale la Battaglia degli Altipiani (soprannominata Strafexpedition, cioè "spedizione punitiva" in tedesco) fu una controffensiva lanciata nel 1916 dall'Austria Ungheria contro il Regno d'Italia. L'esercito italiano fu però in grado di contenere l'offensiva (anche grazie all'Offensiva Brusilov).
- La Spedizione contro Pancho Villa dal 1916 al 1917, guidata dal generale John J. Pershing, fu un'operazione di rappresaglia contro l'incursione di Pancho Villa negli Stati Uniti.[5]
- Repressione dell'Insurrezione anti-britannica in Iraq (1920) contro il Mandato britannico della Mesopotamia.[6]
- Nella seconda guerra mondiale furono impiegati gli Einsatzgruppen per stragi di civili in Polonia e URSS, come punizione collettiva per atti di resistenza e collaborazione con i comunisti.[7]
- L'invasione del Vietnam da parte della Cina nel 1979 fu connotata da Deng Xiaoping come un atto di punizione conseguente all'invasione della Cambogia compiuta dal Vietnam, dicendo che "I bambini che non ascoltano vanno sculacciati".[8]
- La distruzione di metà delle navi operative della marina della Repubblica islamica dell'Iran per mano della US Navy nel 1988 durante l'Operazione Praying Mantis in conseguenza del danneggiamento della fregata lanciamissili USS Samuel B. Roberts per la posa di mine nelle acque internazionali del Golfo Persico.[9]
- Il conflitto indo-pakistano (del 2016) iniziò con una serie di attacchi chirurgici condotti dall'India.[10] Questi attacchi erano un'azione punitiva in reazione all'inerzia pakistana verso le organizzazioni terroristiche quali Lashkar-e Taiba e Jaish-e-Mohammad, secondo l'India responsabili dell'attentato di Uri (18 settembre 2016).[11][12]